# (134124) Subirachs
(134124) Subirachs (2005 AM) – planetoida z pasa głównego asteroid okrążająca Słońce w ciągu 5,53 lat w średniej odległości 3,12 j.a. Odkryta 2 stycznia 2005 roku.